# 八浪知行
八浪 知行（やつなみ ちこう、1930年7月28日 - 2017年9月30日）は、熊本県出身のプロ野球選手、高校野球指導者、政治家。ポジションは外野手。

## 来歴・人物
熊本工では1950年、第22回選抜大会に出場（それ以前は学校編入に係る規定により試合出場できず）し、同大会でベストナインと打撃賞（9打数6安打）を獲得。初戦の県尼崎戦で勝利投手となり、準々決勝（ベスト8）に進むが、小川英雄、山本幸三（いずれも後に阪急）のいた高知商に敗退。なお、同試合では熊本工柳沢が同点本塁打を放ったが、一塁ベースを踏み忘れてアウトになるハプニングが起こっている。（なお、同大会の本塁打は3本のみであったが、これは当時のボールは非常に質が悪く、飛距離が出なかったことが原因である。）
その直後に美しいスイングを買われて西鉄クリッパースへ入団することとなり、熊本工を中退。1952年には一軍に上がり、初打席では、無傷の7連勝でハーラーダービートップを走っていた毎日山根俊英投手から、9回2死に代打で同点ツーランホームランを打ち、8連敗を止めている（その後10連勝）。次の出番でも5打数4安打、決勝三塁打を放つなどして活躍。その年は外野手として40試合に出場し、1954年まで準レギュラーとして起用。同年の西鉄初優勝にも、愉快な野次将軍として野武士軍団をまとめ上げ、ムードメーカーとして大きな役割を果たす。しかし、1955年は、同じ中堅手の高倉照幸（熊本商卒）が活躍したため出場機会が減少（なお、捕手としての出場歴有）、1956年に大映スターズへ移籍。同年は自己最多の65試合に出場。うち17試合に先発し、一番打者としても6試合に起用されるが、球団の身売りが決まっていたため、同年限りで引退した。
現役時代は、同僚が少しでも練習で気を抜いたら、喝を入れていた。その分、自分に一番厳しく、また、例えば同僚が試合でボテボテのポテンヒットしか打てなくても、「さっきのは魂がボールに乗り移っとった。ヒットはヒットやもんね。」というふうに、いいプレイに対してはよく褒めてあげていた。これに関して、豊田泰光は、著書で「若い弱小球団が常勝球団に変われたのは、八浪さんが自己批判の精神を植え付けてくれたおかげだと思っている。それに八浪さんが、さぁ逆転するぞ！と号令をかけたら、本当にチームが逆転するという、男を引っ張る魅力がある選手だった。」と述べている。なお、プロ引退後に日炭高松でコーチとして選手を厳しく鍛え、後の巨人V9戦士黒江透修を育て上げたのも八浪であった。
入団して間もない1952年からは、東急フライヤーズから西鉄に移籍してきた青バットで名を馳せた大下弘の自宅で、ケンカ投法で知られる河村久文と共に下宿をしていた。大下は食費こそ取らなかったが、「遊びもしないとストレスがたまる。」ということで大下の妻も交えた賭博（河村の述懐によれば「こいこい」）を行っていたため、いつも負けてばかりの2人は大下夫妻にお金を巻き上げられていた。もっとも大下の妻はこの金を貯金しており、2人が下宿を去る際にはそれぞれにこのお金を渡したため、2人は甚く感動し、今まで以上に野球に励んだという。また、下宿時には、遊ぶ時は他人の金で遊ぶと碌なことにならない（その典型例が黒い霧事件）から決してやってはならないなど、人間教育も大下からなされ、その後、実直に教えを守ったとのことである。
大下は、実は努力家であり、どんなに夜更けまで飲んで遊んでも、暗いうちから起きてランニングを行っていた（努力を人に見せたくなかったため）。そんな中、八浪は毎朝5時に起床し、倉庫で隠れて素振りをしていたが、それが大下に見つかってからは、特にかわいがってもらえるようになったという。
一方、三原脩監督は、自分を巨人から追い出した川上哲治と同じ熊本工出身の八浪を最初はとても嫌っていた。しかし、ボールに当たってでも塁に出て、常に喧嘩腰で相手に向かっていく八浪の姿に、監督も選手たちの前で「八浪ほど野球に適した気性をもった選手はいない。」と述べるなど存在を認め、以降、夜もよく一緒に麻雀をやるほど仲良くなった。しかし、以前、三原監督に嫌われていたことから2年目で解雇となり、巨人の川上が2倍の年俸で呼び寄せようとしたところ、急遽西鉄もその年俸で引き留めた関係で実力より年俸がかなり高い状況となり、かえって引退を早めてしまった。最後は、三原監督にブルペン捕手としてピッチャーの調子を自分に伝える仕事をしてくれ（選手としては引退）と迫られ、大映スターズへ移籍した。
現役当時は、打撃理論が確立されておらず、それぞれが試行錯誤でバッティングを行っており、変な打撃フォームの打者が多数いた。本人は当時を振り返り、引退後高校監督になるまでに習得した打撃理論を早く得ていれば自分はスターになれたのにと述懐している。試行錯誤しながら得た野球理論により、1960年に九州学院（1963年夏は初出場で、優勝した大阪明星学園に最も苦戦した相手と言われながらベスト8）、1974年から低迷期の熊本工（1977年夏は優勝候補筆頭であったが、準優勝した東邦のバンビ君こと坂本佳一投手に抑えられベスト8）の監督に就任し、当時大分県が津久見を強化指定校にして全国優勝などしていた時代に、夏の中九州大会などを乗り越えながら在任各5年の間に春夏合計5回の甲子園出場を果たしている。
当時、地元熊本では、意地でも送りバントをしない監督としても有名であった。バント練習をさせておらず、ただ単にできないだけだとの意見も世間で沸き起こっていたが、その議論を封殺するために、その直後の試合ではほぼ全員が見事にきれいな送りバントを決めている。バントの練習時間はかなり割いていたが、ただ単に、アウトカウントを1つ増やす送りバントよりもヒットエンドランの方が得点の可能性が高いという信念からくる行動だった。
ちなみに、当時は、公式試合前のノックで、キャッチャーへのベース真上でのパワフルなノックは滞空時間が非常に長く、甲子園でもノックだけで会場を沸かせていた。しかし、当の本人は「これくらいのことでなぜ？」だと思っていた。
また、巨人史上最強の5番打者と言われた柳田真宏や元西武の伊東勤捕手を指導した人物としても知られている。バッティングでは、ボール球に手を出すと厳しく指導するため、教え子はプロにおいても選球眼が非常に優れていた。その後も総監督として、前田智徳（広島）、荒木雅博（中日）ら多くのプロ野球選手を育てている。
1962年には、仲の良かった西鉄の中西太監督から2軍監督就任の打診を受けたが、当時は3つの職業を掛け持ちしていたため辞退している。
なお、弟は、1954年の明石キャンプでジュニア・ジャイアンツ投手陣をコーチしたオドール監督に、「こんなすばらしいルーキー投手がいたのか、ぜひアメリカへ連れて帰って育てたい。」とまで言わせた八浪彬雄投手（サウスポー、当時19歳）。ボビー・ブラウン氏を呼んで「このナチュラルにアウト・シュートするヤツナミのくせ球を打てるか。」と大そうな褒め様で、ベンチに自分のゴルフ靴を置き忘れて行くほどこの発見にのぼせてしまっている。しかし、彬雄氏は膝に大きな故障を抱えていたためアメリカ行きは断念し、さらに、この怪我のためその後引退も余儀なくされている。
政治家としては1971年から熊本市議会議員を1期（1975年は不出馬）、また、1979年から熊本県議会議員となり2007年に引退するまで7期務めた。1998年には1年間議長を務めた。
なお、熊本県石油商業組合長の時代には、独自の業界改革が評価され、全国石油商業組合連合会から参議院選挙の自由民主党候補として推されたが、本人は興味を示さなかった。
引退直前の2007年3月の県議会で「南京大虐殺と従軍慰安婦はなかった」「嘘をつく教科書は許せない」などと発言、また、文部科学省の役人やそれに流される国会議員を「馬鹿」呼ばわりするなどして審議が混乱し、批判が出た。
しかし、教育界でのこれまでの実績が評価されたことから、県議会議員としては在職年数が足りないものの、2007年、旭日中綬章を受賞した。
2017年9年30日午前、肺炎のために逝去したことが10月21日付け熊本日日新聞朝刊にて公表された。87歳没。没後に日本政府から正五位に追叙された。

## 詳細情報

### 年度別打撃成績
| 年 度     | 球 団     | 試 合 | 打 席 | 打 数 | 得 点 | 安 打 | 二 塁 打 | 三 塁 打 | 本 塁 打 | 塁 打 | 打 点 | 盗 塁 | 盗 塁 死 | 犠 打 | 犠 飛 | 四 球 | 敬 遠 | 死 球 | 三 振 | 併 殺 打 | 打 率 | 出 塁 率 | 長 打 率 | O P S |
| --------- | --------- | ----- | ----- | ----- | ----- | ----- | -------- | -------- | -------- | ----- | ----- | ----- | -------- | ----- | ----- | ----- | ----- | ----- | ----- | -------- | ----- | -------- | -------- | ----- |
| 1952      | 西鉄      | 40    | 59    | 56    | 9     | 21    | 2        | 2        | 1        | 30    | 12    | 1     | 0        | 0     | --    | 3     | --    | 0     | 8     | 3        | .375  | .407     | .536     | .942  |
| 1953      | 西鉄      | 55    | 88    | 83    | 10    | 16    | 2        | 1        | 1        | 23    | 6     | 4     | 1        | 0     | --    | 4     | --    | 1     | 17    | 1        | .193  | .239     | .277     | .516  |
| 1954      | 西鉄      | 44    | 58    | 53    | 5     | 9     | 2        | 0        | 0        | 11    | 1     | 2     | 0        | 2     | 0     | 3     | --    | 0     | 9     | 2        | .170  | .214     | .208     | .422  |
| 1955      | 西鉄      | 7     | 5     | 5     | 0     | 0     | 0        | 0        | 0        | 0     | 0     | 0     | 0        | 0     | 0     | 0     | 0     | 0     | 2     | 0        | .000  | .000     | .000     | .000  |
| 1956      | 大映      | 65    | 109   | 106   | 7     | 12    | 2        | 0        | 1        | 17    | 2     | 2     | 3        | 0     | 0     | 3     | 0     | 0     | 26    | 1        | .113  | .138     | .160     | .298  |
| 通算：5年 | 通算：5年 | 211   | 319   | 303   | 31    | 58    | 8        | 3        | 3        | 81    | 21    | 9     | 4        | 2     | 0     | 13    | 0     | 1     | 62    | 7        | .191  | .227     | .267     | .494  |

### 背番号
- 25 （1950年）
- 36 （1951年 - 1952年）
- 24 （1953年 - 1955年）
- 55 （1956年）